# Campagne (Oise)
Pour les articles homonymes, voir Campagne (homonymie).
Campagne est une commune française située dans le département de l'Oise en région Hauts-de-France.

## Géographie

### Description

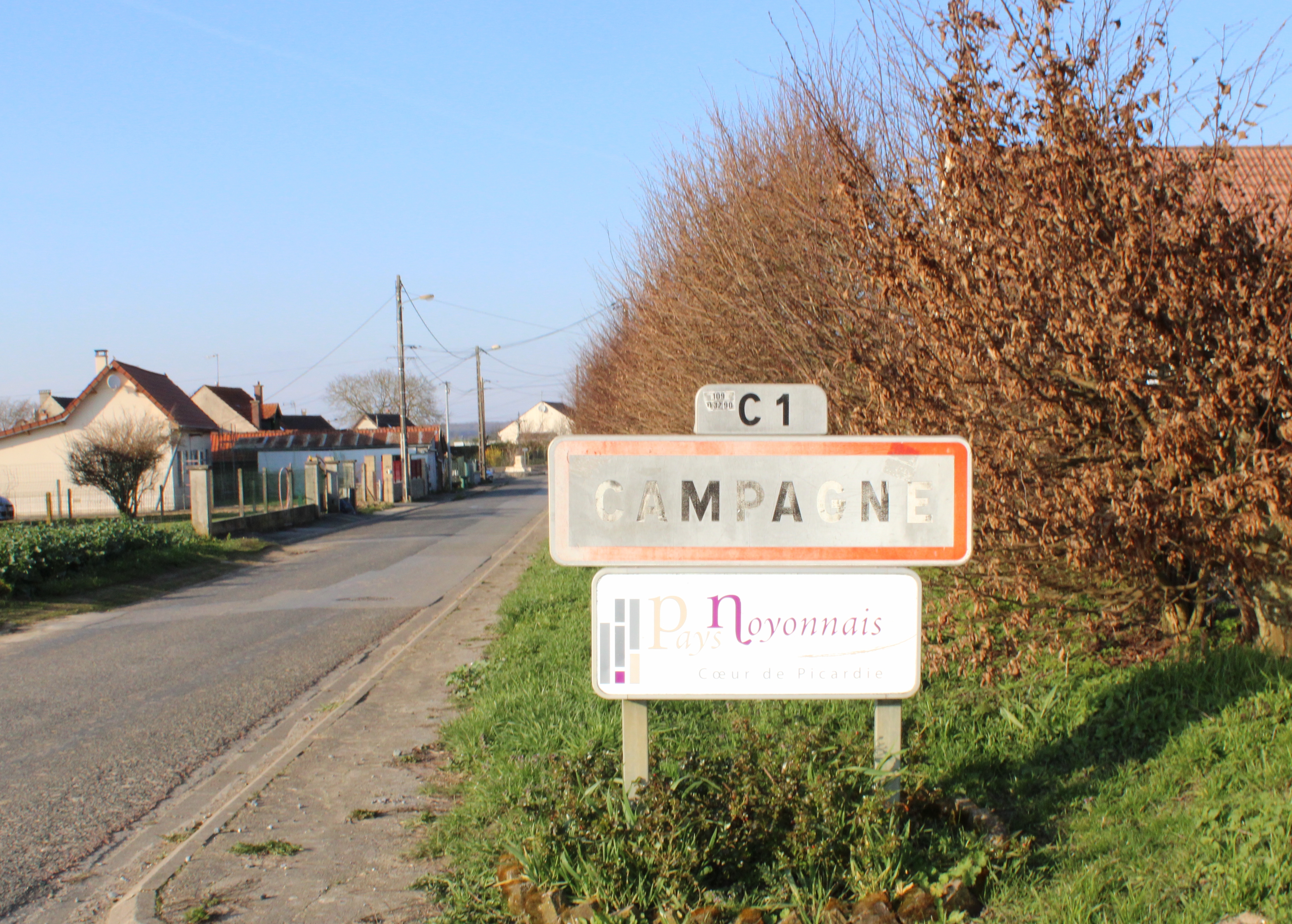

Campagne est un village-rue rural picard du Noyonnais situé à 8 km au nord de Noyon, 33 km au sud-ouest de Saint-Quentin, 54 km au sud-est d'Amiens et 67 km au nord-est de Beauvais.
Il est aisément accessible depuis l'ancienne route nationale 334 (actuelle RD 934).

### Communes limitrophes

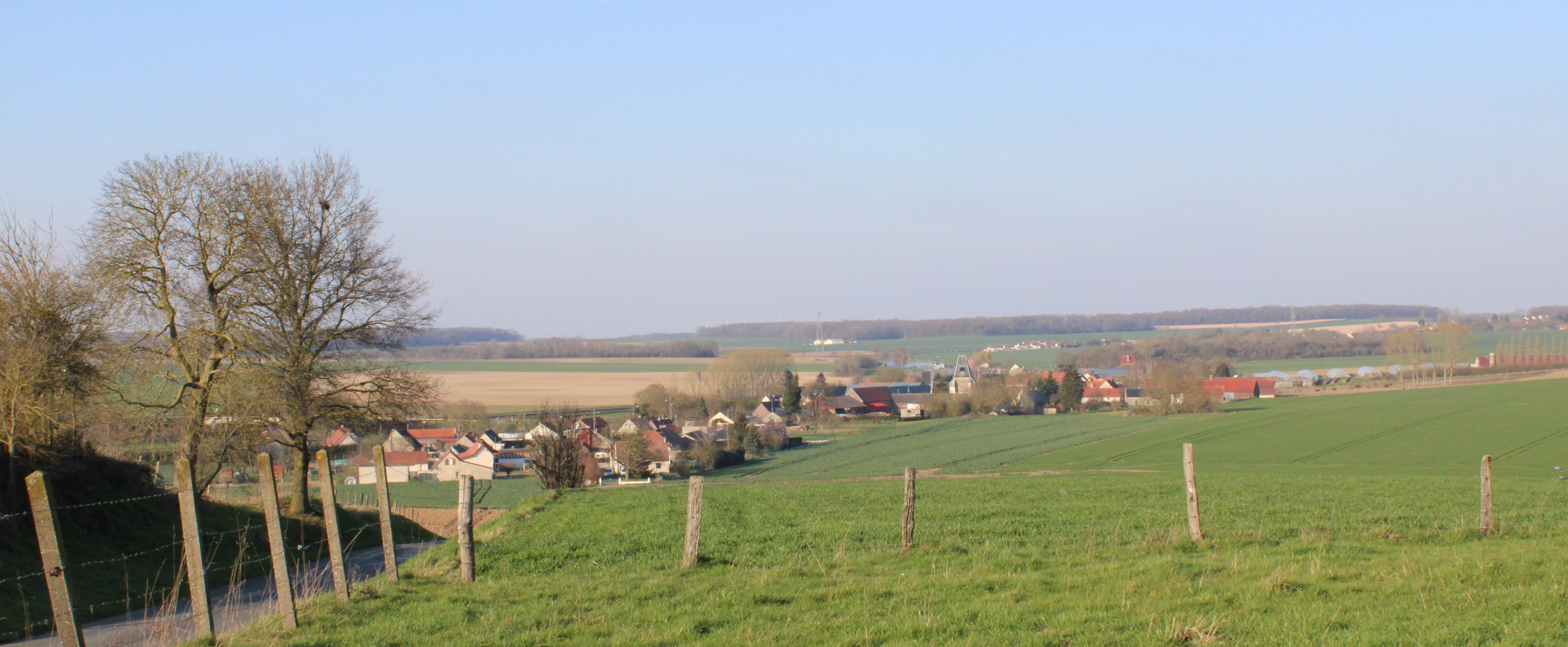
Panorama du village.

### Hydrographie

#### Réseau hydrographique
La commune est traversée par la ligne de partage des eaux entre les bassins hydrographiques Artois-Picardie et Seine-Normandie. Elle est drainée par la Meve et le canal du Nord.

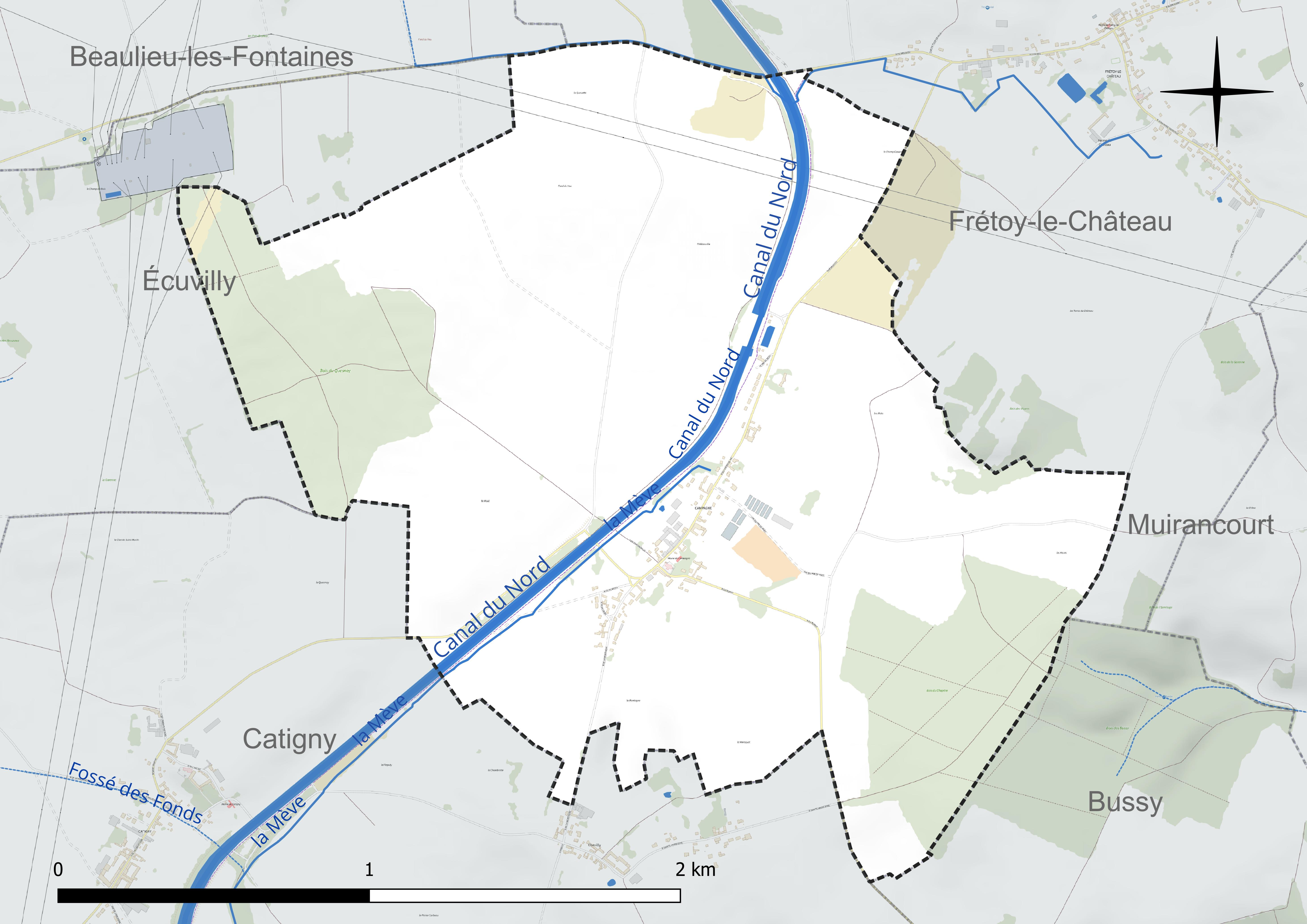
Réseau hydrographique de Campagne.

#### Gestion et qualité des eaux
Le territoire communal est couvert par le schéma d'aménagement et de gestion des eaux (SAGE) « Sensée ». Ce document de planification concerne un territoire de 1 798 km2 de superficie, délimité par le bassin versant de la Haute Somme est constitué d'un réseau hydrographique complexe de cours d'eau, de marais, d'étangs et de canaux. Le périmètre a été arrêté le 21 avril 2006 et le SAGE proprement dit a été approuvé le 15 juin 2017. La structure porteuse de l'élaboration et de la mise en œuvre est le syndicat mixte d'aménagement hydraulique du bassin versant de la Somme (AMEVA).
La qualité des cours d'eau peut être consultée sur un site dédié géré par les agences de l'eau et l'Agence française pour la biodiversité.

### Climat
Pour des articles plus généraux, voir Climat des Hauts-de-France et Climat de l'Oise.
En 2010, le climat de la commune est de type climat océanique dégradé des plaines du Centre et du Nord, selon une étude du CNRS s'appuyant sur une série de données couvrant la période 1971-2000. En 2020, Météo-France publie une typologie des climats de la France métropolitaine dans laquelle la commune est exposée à un climat océanique et est dans la région climatique Nord-est du bassin Parisien, caractérisée par un ensoleillement médiocre, une pluviométrie moyenne régulièrement répartie au cours de l'année et un hiver froid (3 °C).
Pour la période 1971-2000, la température annuelle moyenne est de 10,4 °C, avec une amplitude thermique annuelle de 15 °C. Le cumul annuel moyen de précipitations est de 702 mm, avec 11,5 jours de précipitations en janvier et 8,7 jours en juillet. Pour la période 1991-2020, la température moyenne annuelle observée sur la station météorologique la plus proche, située sur la commune de Chauny à 19 km à vol d'oiseau, est de 11,1 °C et le cumul annuel moyen de précipitations est de 709,9 mm,. Pour l'avenir, les paramètres climatiques de la commune estimés pour 2050 selon différents scénarios d'émission de gaz à effet de serre sont consultables sur un site dédié publié par Météo-France en novembre 2022.

## Urbanisme

### Typologie
Au 1er janvier 2024, Campagne est catégorisée commune rurale à habitat dispersé, selon la nouvelle grille communale de densité à sept niveaux définie par l'Insee en 2022.
Elle est située hors unité urbaine. Par ailleurs la commune fait partie de l'aire d'attraction de Noyon, dont elle est une commune de la couronne,. Cette aire, qui regroupe 38 communes, est catégorisée dans les aires de moins de 50 000 habitants,.

### Occupation des sols
L'occupation des sols de la commune, telle qu'elle ressort de la base de données européenne d'occupation biophysique des sols Corine Land Cover (CLC), est marquée par l'importance des territoires agricoles (75,2 % en 2018), une proportion identique à celle de 1990 (75,2 %). La répartition détaillée en 2018 est la suivante : 
terres arables (69,7 %), forêts (18,5 %), zones urbanisées (6,3 %), zones agricoles hétérogènes (4,8 %), prairies (0,7 %). L'évolution de l'occupation des sols de la commune et de ses infrastructures peut être observée sur les différentes représentations cartographiques du territoire : la carte de Cassini (XVIIIe siècle), la carte d'état-major (1820-1866) et les cartes ou photos aériennes de l'IGN pour la période actuelle (1950 à aujourd'hui).

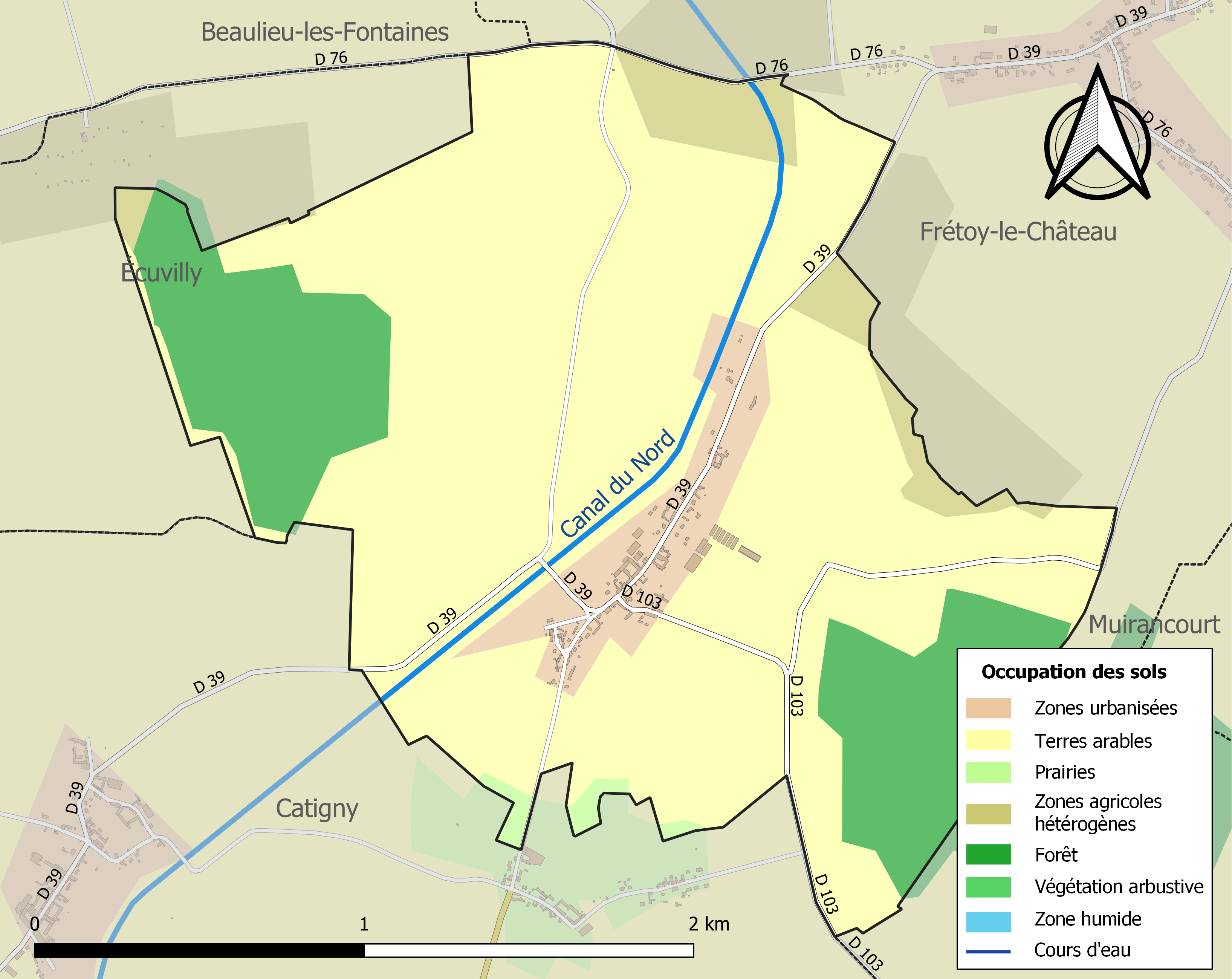
Carte des infrastructures et de l'occupation des sols de la commune en 2018 (CLC).

### Habitat et logement
En 2018, le nombre total de logements dans la commune était de 66, alors qu'il était de 64 en 2013 et de 59 en 2008.
Parmi ces logements, 92,4 % étaient des résidences principales, 0 % des résidences secondaires et 7,6 % des logements vacants. Ces logements étaient pour 100 % d'entre eux des maisons individuelles et pour 0 % des appartements.
Le tableau ci-dessous présente la typologie des logements à Campagne en 2018 en comparaison avec celle de l'Oise et de la France entière. Une caractéristique marquante du parc de logements est ainsi une proportion de résidences secondaires et logements occasionnels (0 %) inférieure à celle du département (2,5 %) mais supérieure à celle de la France entière (9,7 %). Concernant le statut d'occupation de ces logements, 75,4 % des habitants de la commune sont propriétaires de leur logement (74,2 % en 2013), contre 61,4 % pour l'Oise et 57,5 pour la France entière.
| Typologie                                               | Campagne | Oise | France entière |
| ------------------------------------------------------- | -------- | ---- | -------------- |
| Résidences principales (en %)                           | 92,4     | 90,4 | 82,1           |
| Résidences secondaires et logements occasionnels (en %) | 0        | 2,5  | 9,7            |
| Logements vacants (en %)                                | 7,6      | 7,1  | 8,2            |

### Projets d'aménagement
La commune est concernée par le projet de construction du canal Seine-Nord Europe.

### Voies de communication et transports
La commune est desservie, en 2023, par les lignes 679, 680 et 6308 du réseau interurbain de l'Oise.

## Toponymie
Le nom de la localité est attesté sous les formes Warmandum de campanis (1166) ; Campanie (1168) ; Campanioe (1191) ; de campanys (1207) ; Hugo miles de campaignes (1210) ; Campagne juxta Sevilianum (1237) ; de Campeignes (1223) ; Petro de campaignes (1235) ; campaignes (vers 1300) ; Campaignes (1454) ; Champagne (1679) ; Campagne (1730) ; Champeigne (XVIIIe).
Issu du normano-picard correspondant à l'ancien français champagne, champaigne, Campaignes (vers 1300), « vastes étendue de pays plat et découvert », « champs et terres cultivées par opposition à la ville », du bas latin campania « vaste plaine ».

## Histoire
Des fouilles réalisées dans le cadre du projet  canal Seine-Nord Europe ont permis de découvrir au lieu-dit "Le Muid" un établissement agricole de la fin de l'époque gauloise, démontrant une occupation antique des lieux.
L'église de Campagne, qui était paroissiale sous le titre de Saint-Maclou, a été donnée au chapitre de Noyon par l'évêque Lambert au commencement du XIIe siècle
La commune, instituée par la Révolution française,  est fugacement réunie à celle de Catigny de 1828 à 1832.
En mai 1841, lors du recensement, parmi les 46 maisons habitées, 36 sont couvertes en chaume, alors que 2 le sont en ardoise et 8 en tuile.
En 1850, Campagne, dont la population vivait exclusivement de l'agriculture, comptait un moulin à vent.

### Première Guerre mondiale
Au début de la guerre, Campagne est envahi dès le 30 août 1914 par l'armée allemande. Les hommes en âge de se battre demeurés au village sont faits prisonniers et déportés en Allemagne.
Le village n'est libéré que le 18 mars 1917 au terme de l'Opération Alberich, mais les habitants ont été évacués.
La commune redevient française pendant une année mais demeure en zone avancée sous contrôle militaire strict. Le 24 mars 1918, trois jours après l'offensive allemande au départ de Saint-Quentin lors de l'Offensive du Printemps 1918, la commune est de nouveau envahie mais ses habitants ont eu le temps de fuir sur ordre de l'armée française et dans la crainte de vivre une nouvelle occupation. La commune est libérée le 2 septembre 1918
Il a été décoré de la Croix de guerre 1914-1918 le 15 février 1921.

## Politique et administration

### Rattachements administratifs et électoraux

#### Rattachements administratifs
La commune se trouve depuis 1926 dans l'arrondissement de Compiègne du département de l'Oise.
Elle faisait partie depuis 1802 du canton de Guiscard. Dans le cadre du redécoupage cantonal de 2014 en France, cette circonscription administrative territoriale a disparu, et le canton n'est plus qu'une circonscription électorale.

#### Rattachements électoraux
Pour les élections départementales, la commune fait partie depuis 2014 du canton de Noyon
Pour l'élection des députés, elle fait partie de la sixième circonscription de l'Oise.

### Intercommunalité
Campagne est membre de la communauté de communes du Pays Noyonnais, un établissement public de coopération intercommunale (EPCI) à fiscalité propre créé en 1994 et auquel la commune a transféré un certain nombre de ses compétences, dans les conditions déterminées par le code général des collectivités territoriales.
Cette intercommunalité provient de la transformation du district de la haute vallée de l'Oise, créé en 1994.

### Liste des maires
| Période                                  | Période                       | Identité            | Étiquette | Qualité                        |
| ---------------------------------------- | ----------------------------- | ------------------- | --------- | ------------------------------ |
| Les données manquantes sont à compléter. |                               |                     |           |                                |
| mars 2001                                | mars 2008                     | Guy Roguet          | UMP       |                                |
| mars 2008                                | 22 août 2014                  | M. Dominique Levert |           | Décédé en fonction             |
| août 2014                                | En cours (au 2 décembre 2020) | Jean-Luc Lavigne    | SE        | Réélu pour le mandat 2020-2026 |

## Équipements et services publics

### Enseignement
Les enfants de la commune sont scolarisés avec ceux de Catigny, Sermaize, Bussy Genvry et Beaurains-lès-Noyon, un regroupement pédagogique intercommunal (RPI) formé en 2021 par le regroupement de deux anciens syndicats, permettant d'offrir des services de cantine et d'accueil périscolaire à certaines communes qui en étaient  jusqu'alors dépourvues et se protéger d'éventuelles fermetures de classes, les écoles de Sermaize et de Beaurains n'accueillant auparavant que 13 élèves chacune,.

## Population et société

### Démographie

#### Évolution démographique
L'évolution du nombre d'habitants est connue à travers les recensements de la population effectués dans la commune depuis 1793. Pour les communes de moins de 10 000 habitants, une enquête de recensement portant sur toute la population est réalisée tous les cinq ans, les populations de référence des années intermédiaires étant quant à elles estimées par interpolation ou extrapolation. Pour la commune, le premier recensement exhaustif entrant dans le cadre du nouveau dispositif a été réalisé en 2008.

En 2022, la commune comptait 160 habitants, en évolution de −3,61 % par rapport à 2016 (Oise : +0,87 %, France hors Mayotte : +2,11 %).
| 1793 | 1800 | 1806 | 1821 | 1836 | 1841 | 1846 | 1851 | 1856 |
| ---- | ---- | ---- | ---- | ---- | ---- | ---- | ---- | ---- |
| 146  | 176  | 198  | 179  | 184  | 176  | 179  | 180  | 164  |

| 1861 | 1866 | 1872 | 1876 | 1881 | 1886 | 1891 | 1896 | 1901 |
| ---- | ---- | ---- | ---- | ---- | ---- | ---- | ---- | ---- |
| 142  | 136  | 129  | 146  | 147  | 121  | 111  | 104  | 94   |

| 1906 | 1911 | 1921 | 1926 | 1931 | 1936 | 1946 | 1954 | 1962 |
| ---- | ---- | ---- | ---- | ---- | ---- | ---- | ---- | ---- |
| 115  | 201  | 76   | 142  | 95   | 89   | 105  | 114  | 139  |

| 1968 | 1975 | 1982 | 1990 | 1999 | 2006 | 2008 | 2013 | 2018 |
| ---- | ---- | ---- | ---- | ---- | ---- | ---- | ---- | ---- |
| 125  | 109  | 123  | 120  | 132  | 140  | 143  | 165  | 157  |

| 2022 | - | - | - | - | - | - | - | - |
| ---- | - | - | - | - | - | - | - | - |
| 160  | - | - | - | - | - | - | - | - |

#### Pyramide des âges
La population de la commune est relativement jeune.
En 2018, le taux de personnes d'un âge inférieur à 30 ans s'élève à 35,0 %, soit en dessous de la moyenne départementale (37,3 %). À l'inverse, le taux de personnes d'âge supérieur à 60 ans est de 25,5 % la même année, alors qu'il est de 22,8 % au niveau départemental.
En 2018, la commune comptait 73 hommes pour 84 femmes, soit un taux de 53,5 % de femmes, largement supérieur au taux départemental (51,11 %).
Les pyramides des âges de la commune et du département s'établissent comme suit.
| Hommes | Classe d’âge | Femmes |
| ------ | ------------ | ------ |
| 0,0    | 90 ou +      | 1,2    |
| 5,5    | 75-89 ans    | 7,1    |
| 21,9   | 60-74 ans    | 15,5   |
| 20,5   | 45-59 ans    | 16,7   |
| 19,2   | 30-44 ans    | 22,6   |
| 12,3   | 15-29 ans    | 15,5   |
| 20,5   | 0-14 ans     | 21,4   |

| Hommes | Classe d’âge | Femmes |
| ------ | ------------ | ------ |
| 0,5    | 90 ou +      | 1,4    |
| 5,5    | 75-89 ans    | 7,6    |
| 15,6   | 60-74 ans    | 16,3   |
| 20,8   | 45-59 ans    | 20     |
| 19,4   | 30-44 ans    | 19,4   |
| 17,6   | 15-29 ans    | 16,2   |
| 20,6   | 0-14 ans     | 19,1   |

## Culture locale et patrimoine

### Lieux et monuments
L'église Saint-Maclou, avec son massif clocher latéral du XVIe siècle caractéristique et son chœur à chevet polygonal roman. Le chœur et ses sept fenêtres en plein cintre à ressaut date du XIIe siècle.
L'intérieur, trop restauré au XIXe siècle, est doté d'un mobilier – autel, chaire à prêcher, cuve baptismale – néo roman/gothique en pierre et plâtre

### Personnalités liées à la commune
En mai 2012, lors de fouilles archéologiques, le corps du soldat Maurice Babé, poilu de la Première Guerre mondiale né à Torcy-en-Valois  le 26 janvier 1894, « tué à l'ennemi » le 30 août 1918, est découvert dans un ancien trou d'obus, avec quelques fragments de pièces d'équipement : un casque, trois chargeurs et le trépied d'un fusil-mitrailleur « Chauchat 1915 », une gamelle, une pelle-bêche. Il a été inhumé en 2013 après une cérémonie à la  nécropole militaire de Thiescourt
Le nom de certains seigneurs de Campagne nous est parvenu : 
- Guillaume de Humières, fils de Guillaume d'Humières, seigneur de Lassigny et d'Henriette de Rubempré,  est dit  seigneur de Lassigny et de Campagne. Il est colonel de six mille hommes de pied,participe à la journée de Cérisolles, en 1544, où son cheval est tué sous lui. Il meurt sans postérité[34]

- Son successeur est Raoulquin de Folleville, qui devient seigneur de Campagne par sou mariage avec Marie de Mac-Chevalier, fille de Jean, seigneur de Voyennies et de Jacqueline de Warltusel. Ses enfants sont[34] :
- Leur fils François de Folleville, écuyer, seigneur de Campagne, de Voyennes, et autres lieux, qui, par contrat de mariage du 22 novembre 1514, épouse Françoise de Vadencourt, morte en 1547, et inhumée près de son mari, dans l'église de Voyennes.
- Leur fils Charles de Folleville, seigneur de Campagne et de Voyennes, vicomte de Caletot, fief dépendant de Buverchy.

D'autres seigneurs portent le nom de campagne et ont probablement possédé la seigneurie par alliance : 
- François de Campagne est seigneur de Cottebrune, d'Avricourt et du fief de la Salle de Ponthieu; il épouse en 1715, Françoise de Rune de Warsy.
- Catherine de Campagne, née le 22 mai 1663, du mariage de Gabriel de Campagne, écuyer, admise à Saint-Cyr, après avoir prouvé qu'elle descendait de Jean de Campagne, qui avait épousé Isabeau Lefrancois, en 1526.
- Charles Timoléon de Séricourt, seigneur de Folleville, d'Esclainvillers et de Campagne, né en 1651, maréchal de camp, chevalier de Saint-Louis, qui se marie en 1672 avec Charlotte Gallois de Bléarnet, et meurt vers 1708.